# Demokratene
De Norgesdemokratene zijn een Noorse politieke partij. De partij is in 2002 opgericht en werd tot 2012 geleid door Vidar Kleppe, voormalig lid van de Fremskrittspartiet. Hun partijleider is sinds 2012 Kjell Arne Sellæg. Sinds de lokale verkiezingen van 2007 beschikt de partij over 8 gemeenteraadsleden en een lid van de provincieraad in Vest-Agder. De Norgesdemokratene hebben geen zetels in het Storting.

## Geschiedenis
De Norgesdemokratene werden op 24 augustus 2002 in een Osloos hotel opgericht. De oprichters kwamen hoofdzakelijk uit de Fremskrittspartiet, maar ook vroegere sociaaldemocraten, conservatieven, liberalen en links socialisten sloten zich bij de partij aan. Ook een afsplitsing van de Pensjonistpartiet, de Sosialdemokraterne, kwamen erbij. Toen Jan Simonsen, verkozen parlementslid voor de Fremskrittspartiet, zich bij de partij vervoegde, beschikten de Demokratene enkele jaren over een lid in het Storting, het Noorse parlement. Binnen een jaar na de oprichting viel het partijhoofdkwartier driemaal ten prooi aan vandalisme. In 2003 haalde de partij 0,3% bij de lokale verkiezingen.
Voor de verkiezingen van 2005 werden een ex-popzanger en ex-bokser ingeschakeld, doch zonder veel succes. De partij haalde een ontgoochelende score van slechts 0,1% of 2706 stemmen. De grote doorbraak kwam er niet. De aandacht probeerde men te trekken door te verkondigen dat alle moskeeën die zich niet van terrorisme distantieerden, de deuren moesten sluiten. In de campagne werden een aantal kandidaten (met de dood) bedreigd of aangevallen, onder andere door extreemlinkse sympathisanten. Aan de linkerzijde werden overigens verschillende bewegingen opgezet om de door hen vermoede racistische aard van de partij aan de kaak te stellen. De lokale verkiezingen van 2007 leverden de partij 0,3% op: acht gemeenteraadsleden in Oslo, Trondheim en Kristiansand, en een provincieraadslid in Vest-Agder.
Bij de stembusgang van 2009 diende de Demokratene voor het eerst lijsten over het hele land in. Deze keer werd het hoofdkwartier het slachtoffer van inbraak. Opnieuw haalde de partij slechts 0,1% van de stemmen. Jan Simonsen gaf als verklaring voor dit resultaat dat mensen het zinloos vonden om voor de Demokratene te stemmen, aangezien men toch niet in het parlement vertegenwoordigd was.

## Ideologie
De Demokratene gaan ervan uit dat hun standpunten de voortzetting zijn van het gedachtegoed van Anders Lange, stichter van de voorloper van de Fremskrittspartiet (FrP). De verschilpunten met laatstgenoemde partij zijn van diverse aard.
- De Demokratene zijn fervent tegenstander van lidmaatschap van de Europese Unie. De FrP neemt in deze kwestie een neutraal standpunt in.[11]
- De FrP is voorstander van het economisch liberalisme, terwijl de Demokratene een meer gemengde economie propageren.[11]
- Waar de FrP onder bepaalde voorwaarden immigratie toestaat, zijn De Demokratene absoluut tegen. De Demokratene zijn ervan overtuigd dat immigratie tot grote problemen zal leiden, niet het minst omtrent sociale zekerheid en misdaad.[12] In 2007 deelde de partij in Bergen flyers uit waarop moslims met wilde dieren werden vergeleken. Deze actie werd door alle andere partijen – ook de FrP – veroordeeld.[13]
- De Demokratene willen nog in de belastingen meer snoeien dan de Fremskrittspartiet.[14]

De Dansk Folkeparti en de Sverigedemokraterna in de buurlanden worden door de partij zelf als zusterpartijen beschouwd.